# Душан Давидовић
Душан Давидовић (монашко име: Дамаскин; Велика Крсна, 8. јун 1946 — Торонто, 28. јун 2017) био је рашчињени епископ западноевропски.

## Биографија
Рођен је 8. јуна 1946. године у Великој Крсни код Младеновца од оца Радомира и мајке Босиљке. Порекло породице Давидовић везује се за настанак села Велика Крсна које је по предању настало од једног дела народа који је кренуо у сеобу са патријархом Арсенијом Чарнојевићем, а који није прешао преко Дунава у северне крајеве већ остао ту на раскршћу путева и почео да крчи шуме и насељава се. Отац Радомир је био свештеник и службовао је у више парохија у Србији.
У младим годинама занимала га је техника и још у основној школи био је редовно преплаћен на техничке новине из Београда. Међутим, васпитање у патријархалном духу, у духу цркве и православља определило га је за свештенички позив. По завршетку осмогодишње школе у родном месту, уписао се по свом избору у Богословију Св. Саве у Београду 1962. године, коју завршио 1967. у новоотвореној богословији у Сремским Карловцима.
По завршетку Богословије у Карловцима 1967, а још пре одслужења војног рока се определио за монашки позив, што је обрадовало тадашњег патријарха Германа, који га је исте године послао, после монашења и рукоположења у чин ђакона, на Московску духовну академију ради усавршавања богословских наука, коју је завршио 1971. године.
Године 1975, премештен је „по потреби службе“ (одлуком Светог архијерејског синода) у Богословију Св. Кирила и Методије у Призрену на Косову и Метохији. Године 1985, завршио је постдипломске студије на Аристотеловом универзитету у Солуну.
Службовао је као професор у богословијама у Београду и Призрену и био управник интерната на Богословском факултету СПЦ.
Период од 1984. до 1985. године провео је на постдипломским студијама на Аристотеловом универзитету у Солуну у Грчкој где се усавршавао из области литургијског и пастирског богословља на Богословском факултету и похађао школу за новогрчки језик на Филозофском факултету истог универзитета.
По одлуци Синода СПЦ, 1986. године, премештен је из Призрена у Београд на Богословски факултет на дужност управника интерната где је остао све до 1988. године.
1988. године добија канонски отпуст из српске патријаршије за Васељенску патријаршију и манастир Хиландар. Пошто је био спречен да оде у Хиландар, отишао је 1988. у Немачку, а потом у САД, где је постао клирик Слободне српске цркве.

### Епископ
Митрополит Иринеј и епископ Василије су га хиротонисали у епископа у манастиру Нова Грачаница 22. јулa 1990.
Свети архијерејски сабор на свом редовном засједању 1994. године донео је одлуку о арондацији епархија Српске православне цркве на територији западне Европе. Основана је Епархија западноевропска од дијелова епархија Средњоевропске и Британско-скандинавске и Епархије за западну Европу Митрополије новограчаничке. У састав нове епархије ушло је подручје Шпаније, Француске, Луксембурга, Холандије и Белгије.
За првог епископа Епархије западноевропске Српске православне цркве са сједиштем у Паризу постављен је дотадашњи епископ за западну Европу Митрополије новограчаничке Дамаскин Давидовић.

#### Рашчињење
Почетком 1999. Дамаскин је отишао у Канаду, где је прешао у надлежност једној од грчких старокалендарских православних цркава. Године 2003, одузет му је епископски и монашки чин.
У сукобу у аустралијској епархији Српске православне цркве у лето 2008. године три парохије и цркве у Канбери су напустиле епархију и прогласиле поново да припадају Српској слободној цркви. До краја исте године придружио им се бивши епископ Дамаскин.
Умро је на Видовдан, 28. јуна 2017. године у свом стану у Торонту (у Источном Јорку). Сахрањен је у породичној гробници у родној Великој Крсни 2. августа 2017.

## Дела
- К 10-летию патриаршего служения Святейшего Патриарха Сербского Германа // Журнал Московской Патриархии. М., 1968. — № 12. — С. 49-50
- Кончина митрополита Загребского Дамаскина // Журнал Московской Патриархии. М., 1970. — № 4. — С. 48-50.
- Епископ Тимокский Емилиан [некролог] // Журнал Московской Патриархии. М., 1971. — № 2. — С. 53-54.
- Юбилей в Сербской Церкви // Журнал Московской Патриархии. М., 1972. — № 1. — С. 56-57.
- О почитании Божией Матери // Журнал Московской Патриархии. М., 1975. — № 7. — С. 30-31.
- Епископ Нишский Иоанн [некролог] // Журнал Московской Патриархии. М., 1975. — № 7. — С. 35-36.
- Хроника Православных Церквей: Сербская Православная Церковь // Журнал Московской Патриархии. М., 1978. — № 12. — С. 49-50.
- Учение святителя Иоанна Златоуста о молитве // Журнал Московской Патриархии. М., 1979. — № 9. — С. 68-73.
- Преосвященный Дометиан, епископ Враньский [некролог] // Журнал Московской Патриархии. М., 1983. — № 12. — С. 50.
- Карловачки митрополит Павле Ненадовић (1699—1768) Архивирано на веб-сајту  (10. мај 2021) // Теолошки погледи. 1987 (година XX). — број 1-2. — C. 73-87
- Празднование 1000-летия в Белграде // Журнал Московской Патриархии. М., 1988. — № 12. — С. 55.